# Liste des évêques de Clifton
L'évêque de Clifton est un dignitaire de l'Église catholique en Angleterre et au pays de Galles, titulaire du diocèse de Clifton. Le siège épiscopal est la cathédrale Saints-Pierre-et-Paul de Clifton. Ce diocèse fait partie de la province de Birmingham, qui compte l'archidiocèse de Birmingham et le diocèse de Shrewsbury.
Le diocèse de Clifton existe depuis le rétablissement de la hiérarchie catholique en 1850 par la bulle Universalis Ecclesiae (en). Il succède au vicariat apostolique du district de l'Ouest. L'évêque actuel,  Bosco MacDonald (en), est le dixième titulaire du siège épiscopal de Clifton, depuis le 14 mars 2024.
| Évêques de Clifton | Évêques de Clifton          | Évêques de Clifton                                                                                    |
| ------------------ | --------------------------- | --- |
| 1850-51            | Joseph Hendren, O.F.M. Rec. | il était auparavant vicaire apostolique du district central ; en 1851 il devient évêque de Nottingham |
| 1851-54            | Thomas Burgess, O.S.B.      | |
| 1857-93            | William Clifford            | |
| 1894-1901          | William Brownlow            | |
| 1902-31            | George Burton               | |
| 1931-48            | William Lee                 | |
| 1949-74            | Joseph Rudderham            | |
| 1974-2001          | Mervyn Alexander            | Il était auparavant évêque auxiliaire de Clifton                                                      |
| 2001-2024          | Declan Lang                 | |
| 2024-              | Bosco MacDonald (en)        | |

## Source
- (en) Fiche sur le diocèse de Clifton sur le site Catholic Hierarchy